# Stazione di Villa di Giarre
Villa di Giarre è una fermata della Ferrovia Circumetnea, posta al km 111; il fabbricato viaggiatori venne costruito nel comune di Giarre, nei pressi di via Callipoli, in pieno centro storico, e prende il nome dall'adiacente villa Margherita.

## Storia
La stazione venne costruita nell'ambito del programma di costruzione della Ferrovia Circumetnea, in Sicilia, e venne inaugurata il 1º luglio 1895, contestualmente all'apertura all'esercizio della tratta ferroviaria Giarre-Castiglione di Sicilia, lunga 26 chilometri.
La stazione è da tempo impresenziata.

## Strutture e impianti

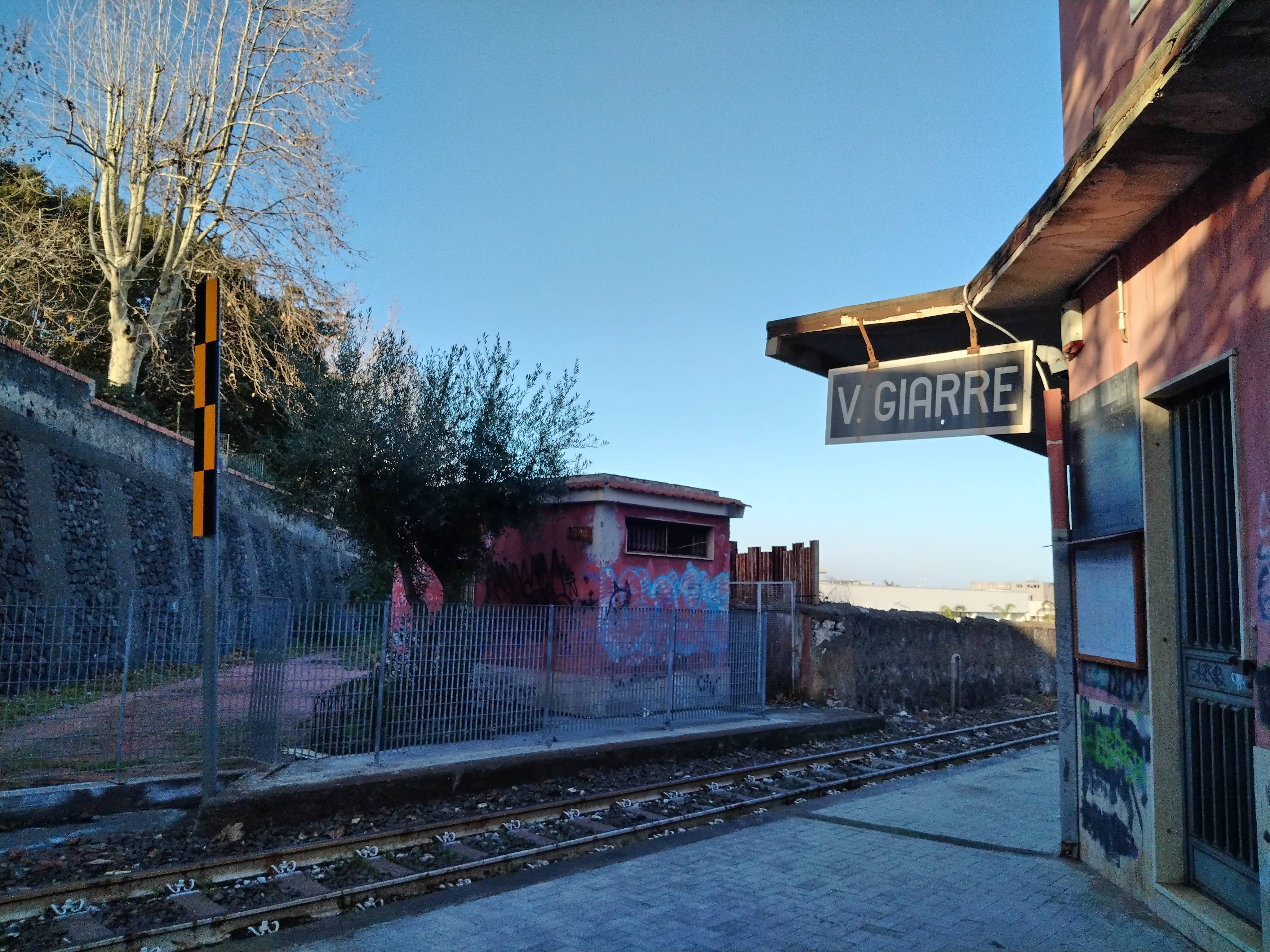
Piccolo scorcio della fermata di Villa di Giarre.
In fondo è possibile vedere anche quelli che erano i servizi igienici destinati ai viaggiatori.

Il fabbricato viaggiatori, posto a sud, si sviluppa in un unico corpo centrale a due elevazioni, ed è munito di una pensilina (costruita in cemento) per i passeggeri che attendono il treno.
Come per poche altre stazioni della ferrovia, essa è posta alla destra rispetto al senso di marcia della strada ferrata.
Non sono presenti deviatoi, in quanto è presente un solo binario; inoltre non è presente alcun tipo di segnale di partenza.
I servizi igienici si trovano dall'altra parte della banchina, nonché di fronte al fabbricato viaggiatori.
Adiacente al fabbricato viaggiatori, nonché alla sua sinistra, è presente il consueto giardinetto, in passato presente in molte stazioni della stessa Circumetnea.

## Movimento
La fermata di villa di Giarre è servita dai treni in servizio fra Catania e Riposto.
Al 2024, ci sono 3 treni per Riposto e 3 treni per Catania che effettuano la fermata, per un totale di 6 treni giornalieri.

## Servizi
La stazione era dotata di:
- Sala d'attesa;
- Servizi igienici.